# 広島県民の森
広島県民の森（ひろしまけんみんのもり）は、広島県庄原市西城町油木にある県民の森。

## 概要
比婆道後帝釈国定公園の玄関口にあたり、総面積は1,164ha。年間を通じ登山・ハイキングの出発地として訪れる人も多い。また夏季は大自然を満喫できるキャンプ場として楽しめ、冬季は広島県民の森スキー場としてベテランのスキーヤーから絶大な人気を誇る。
公園管理センター、レストラン、宿泊施設、キャンプ場（オートキャンプ場関連施設も含める）、リフト等のスキー施設（冬季のみ)からなる。昨今の県財政の逼迫により指定管理者による委託管理に移行している。

## 登山
1200m級の山々が連なり、絶好の登山・ハイキングコースとなっている。時間や経験にあわせてコースも選択でき、親しみやすい。
- 竜王山：1256m
- 立烏帽子山：1299m
- 御陵（比婆山）：1256m
- 池の段：1279m
- 吾妻山：1239m
- 烏帽子山：1225m
- 毛無山：1144m
- 伊良谷山：1149m
- 牛曳山：1144m

## スキー
冬季には比婆山の中腹を整備したスキー場としての運営もされている。
広島県の最奥部に位置するこの地方は元来、積雪量も非常に多く人工降雪機を採用していない。
また県内最上級の雪質であるとも言われる。スキースクールあり。一部モーグル山あり。

### シーズン
毎年12月中旬から3月中旬まで滑走可能。（積雪状況によって開始時期、終了時期はかなり変動する。）

### コース
- 「かえでコース」(1200m)
- 「ぶなコース」(1000m)、上級者向け
- 「みずならコース」(1100m)、上級者向け
- 「もみじコース」(150m)、ファミリー向け

### リフト
- 第2ペアリフト(450m)、みずなら・ぶなコース
- 第3ペアリフト(750m)、かえでコース
- ロープ塔（もみじコース）

## アクセス
鉄道利用は芸備線の便数が少ない。来場者の大半は自動車を利用している。

### 鉄道利用
最寄駅：JR木次線 油木駅（無人駅。タクシーは常駐せず西城町から呼び出す必要あり。注意）より約5km。タクシーで約10分。

### 自家用車利用
- 中国自動車道 庄原IC→国道183号→国道314号→県道256号　38.0km、60分
- 中国自動車道 東城IC→国道314号→県道256号　 38.0km、70分
- 島根方面より 奥出雲町から国道314号→県道256号
- 駐車場　合計収容台数 / 700台
- 料金（普通車） / 無料